# Barrage de Yayladağ
Le barrage de Yayladağ est un barrage de Turquie.

## Sources
- (en) www.dsi.gov.tr/tricold/yayladag.htm Site de l'agence gouvernementale turque des travaux hydrauliques